# Понтелучерта (Анкона)
Понтелучерта (итал. Pontelucerta) насеље је у Италији у округу Анкона, региону Марке.
Према процени из 2011. у насељу је живело 62 становника. Насеље се налази на надморској висини од 54 м.